# 30270 Chemparathy
30270 Chemparathy è un asteroide della fascia principale. Scoperto nel 2000, presenta un'orbita caratterizzata da un semiasse maggiore pari a 2,4146106 UA e da un'eccentricità di 0,1706089, inclinata di 3,62558° rispetto all'eclittica.